# 濱田順子
濱田 順子（はまだ よりこ、1974年10月22日 - ）は、日本の小説家。兵庫県生まれ。武庫川女子大学卒業。
1999年「Tiny, tiny」で第36回文藝賞受賞、第122回芥川賞候補。

## 著書
- 『Tiny,tiny』河出書房新社 2000年
- 『マスカットフィルム 新・アイドルを探せ』河出書房新社 2000年
- 『ラブリー』河出書房新社 2001年

| スタブアイコン | サブスタブ | この項目は、まだ閲覧者の調べものの参照としては役立たない、文人（小説家・詩人・歌人・俳人・作詞家・作家・放送作家・随筆家（コラムニスト）・文芸評論家）に関連した書きかけの項目です。この項目を加筆・訂正などしてくださる協力者を求めています（P:文学/PJ:作家）。 |